# Rathaus (Ötisheim)
Das Rathaus in Ötisheim in Baden-Württemberg wurde 1862 erbaut, nachdem das alte Rathaus (heute das evangelische Gemeindehaus) zu eng für die Verwaltung als auch für die dort eingerichtete Schule wurde.

## Lage
Das Gebäude steht an der Schönenberger Straße 2, direkt gegenüber befindet sich der Pfleghof.

## Beschreibung
Das Rathaus steht unter Denkmalschutz. Es ist ein zweigeschossiger Massivbau aus Sandstein mit Walmdach. Im Erdgeschoss gibt es Rundbogenfenster und ein Rundbogentor dient als Eingang. Im Obergeschoss befinden sich Segmentfenster. Auf dem Dach ist ein Glockentürmchen.

## Geschichte
Am 28. August 1860 beschloss die Gemeindeverwaltung, dass man ein neues Rathaus brauche und das ehemalige Rathaus ein reines Schulhaus werden sollte. Zuvor war im alten Rathaus auch die Schule untergebracht und weil es eines zweiten Lehrers bedurfte, damit eine zweite Klasse unterrichtet werden konnte, reichte der bestehende Platz nicht länger für eine gemeinsame Nutzung. Man entschied sich, das neue Rathaus an der Stelle zu bauen, wo zuvor die Zehntscheuer stand. Die Kosten für den Bau betrugen 14.571 Gulden, was umgerechnet 90.923,04 € sind. Obwohl das neue Rathaus fertig war und der Gemeindepfleger dort seinen Arbeitsplatz hatte, ging er trotzdem von zu Hause aus seinen Tätigkeiten nach. Als ein Bezirksamtsmann um 1930 in Ötisheim war, bemängelte er diesen Zustand. Ende des 20. Jahrhunderts renovierte man das Gebäude und der Dachboden, welcher einmal als Speicher diente, wurde in einen Bürgersaal umgebaut.

## Verwaltung
Am Anfang gab es eine Dorfordnung. Diese Dorfordnung überdauerte im Wesentlichen bis zu den Umwälzungen, die sich aus dem Reichsdeputationshauptschluss zu Beginn des 19. Jahrhunderts ergeben sollten. Ab der Verwaltungsneuordnung, hatten die Bürger die Möglichkeit der Mitbestimmung. Entschied früher das Kloster Maulbronn, wer Schultheiß werden konnte, durften die Bürger von Ötisheim nun zumindest drei Kandidaten vorschlagen. Der Neckarkreis, zu dem das Oberamt Maulbronn gehörte, entschied dann, welcher von den Dreien zukünftig Schultheiß auf Lebzeit war. Ebenso gab es einen Gemeinderat aus neun Mitgliedern, welche von den Bürgern gewählt wurden. Wählte man die Mitglieder nach zwei Jahren wieder, blieben sie auf Lebzeiten im Gemeinderat. Ab 1849 schaffte man die lebenslängliche Amtszeit des Gemeinderates ab und die Mitglieder waren nur noch für sechs Jahre im Amt. Zuletzt gab es den Bürgerausschuss. Er hatte genauso viele Mitglieder wie der Gemeinderat und wurde für zwei Jahre gewählt. Die Mitglieder des Bürgerausschusses durften aber nach dem Ablauf ihres Mandats nicht wieder aufgestellt werden.